# Cecil Skotnes
Cecil Skotnes (* 1. Juni 1926 in East London, Südafrikanische Union; † 4. April 2009 in Kapstadt, Südafrika) war ein südafrikanischer Maler, Bildhauer und Grafiker. Skotnes war bekannt für seine Holzschnitte und zählt zu den wichtigsten Vertretern der modernen südafrikanischen Kunst. Sein Werk ist stark von afrikanischen Motiven und der Geschichte des Landes geprägt und spiegelt häufig die kulturelle und soziale Dynamik Südafrikas wider.

## Leben
Cecil Skotnes wurde 1926 in East London geboren und wuchs in einem künstlerischen Umfeld auf. Nach dem Schulbesuch begann er ein Kunststudium, das er, nach dem Wehrdienst im Zweiten Weltkrieg auf dem nordafrikanischen und italienischen Kriegsschauplatz, in Italien an der Accademia di Belle Arti in Florenz fortsetzte. Nach seiner Rückkehr nach Südafrika in den 1950er Jahren spezialisierte er sich auf Holzschnitttechniken und entwickelte einen eigenen Stil, der stark von afrikanischen Motiven inspiriert war.
In den 1960er Jahren war er Mitglied der Amadlozi Group, einer Gruppe südafrikanischer Künstler, die sich dafür einsetzte, traditionelle afrikanische Kunst in die moderne Kunst zu integrieren und das Bewusstsein für die kulturellen Wurzeln Afrikas zu stärken. Zu dieser Gruppe gehörten neben Skotnes auch Sidney Goldblatt, Giuseppe Cattaneo und Edoardo Villa.

### Einfluss und Technik
Cecil Skotnes frühe Verwendung des Mediums Holzschnitt führte bald zu einer Konzentration auf den Holzblock selbst. Anstatt den Holzblock zu schneiden und ihn dann als Mittel zum Zweck – dem Druck – zu verwenden, begann er, die Holzblöcke zu färben und zu formen, indem er sie als Oberfläche für Farbe und getrocknete Pigmente benutzte. Er begann auch mit der Wandmalerei, bei der er farbigen Zement auf Kalkputz auftrug, den er dann abkratzte, um die Farbschichten und die eingeritzten Linien freizulegen. Er führte zahlreiche öffentliche Aufträge in dieser Technik aus. Diese Technik wurde zu einem Markenzeichen seiner Kunst und seine Werke zeichnen sich durch kräftige Linien und starke Kontraste aus. Die Motive seiner Arbeiten zeigen häufig menschliche und tierische Figuren sowie abstrakte Formen und spiegeln Einflüsse traditioneller afrikanischer Kunst wider.
Ein großer Teil von Cecil Skotnes' Werk ist eine Auseinandersetzung mit der südafrikanischen Geschichte und den sozialen Herausforderungen des Landes. So finden sich in seinen Arbeiten häufig Motive und Symbole, die mit den Themen Apartheid, Kolonialismus und südafrikanischer Identität in Verbindung stehen.
Skotnes war auch als Kunstlehrer tätig und beeinflusste Generationen junger südafrikanischer Künstler.

## Polly Street Art Centre
Cecil Skotnes war eng mit dem Polly Street Art Centre in Johannesburg verbunden, das während der Apartheid zu einem Zentrum für die Förderung und Ausbildung junger schwarzer Künstler in Südafrika wurde. Das Polly Street Art Centre wurde in den 1940er Jahren als Freizeit- und Bildungszentrum für die schwarze Bevölkerung Johannesburgs gegründet. In den 1950er Jahren entwickelte es sich unter der Leitung von Künstlern und Lehrern zu einer der wichtigsten Ausbildungsstätten für schwarze Künstler im Land, die ansonsten kaum Zugang zu einer formalen Kunstausbildung hatten. Skotnes arbeitete dort ab 1952 und wurde später zum Direktor des Zentrums ernannt. Unter seiner Leitung florierte das Polly Street Centre und förderte Talente, die später zu wichtigen Figuren der südafrikanischen Kunst wurden.
Als Leiter des Polly Street Art Centre war Skotnes sowohl Lehrer als auch Mentor. Er half bei der Organisation von Kunstkursen und bot jungen Künstlern technische und künstlerische Unterstützung. In dieser Zeit begann er auch, seine eigene Holzschnitt-Drucktechnik zu perfektionieren, die seine eigene künstlerische Entwicklung stark beeinflusste und gleichzeitig die künstlerischen Ausdrucksformen seiner Schüler bereicherte. Cecil Skotnes ermöglichte vielen aufstrebenden Künstlern, die keine andere Ausbildungsmöglichkeit hatten, sich künstlerisch auszudrücken und ihre Werke auszustellen.
Unter den Studenten und Künstlern, die im Polly Street Centre arbeiteten und von Cecil Skotnes beeinflusst wurden, finden sich bekannte Namen wie Dumile Feni, Sydney Kumalo und Ephraim Ngatane. Cecil Skotnes erkannte früh das künstlerische Potenzial dieser jungen Künstler und förderte sie aktiv. Diese Künstlergeneration brachte eigene Techniken und kulturelle Perspektiven in die südafrikanische Kunstwelt ein und wurde später sowohl in Südafrika als auch international anerkannt. Skotnes' Engagement im Polly Street Art Centre gilt als entscheidender Beitrag zur Entwicklung einer eigenen südafrikanischen Kunsttradition, die afrikanische und europäische Elemente verbindet und die gesellschaftliche Realität der Apartheid reflektiert.

## Spätere Jahre und Vermächtnis
In den letzten Jahren seines Lebens wurde Skotnes sowohl in Südafrika als auch international für seinen Beitrag zur Kunst anerkannt. Seine Werke sind heute in mehreren bedeutenden Kunstsammlungen in Südafrika und der ganzen Welt vertreten, darunter die Iziko South African National Gallery in Kapstadt und die Johannesburg Art Gallery. Cecil Skotnes erhielt zahlreiche Auszeichnungen und Ehrungen für sein Werk und seinen Einfluss auf die südafrikanische Kunstszene.